# Nadja Horwitz
Nadja Horwitz (ur. 10 marca 1996 w Santiago) – chilijska żeglarka, uczestniczka Letnich Igrzysk Olimpijskich 2016.
W 2014 Nadja rozpoczęła przygotowania do letnich igrzyskach olimpijskich odbywających się w Rio de Janeiro w klasie 470 jako sternik na jachcie Santander. Początkowo w przygotowaniach do igrzysk brała udział Carmina Malsch, jednak ostatecznie Nadja wystartowała w parze z Sofią Middleton. Ich trenerem był Argentyńczyk Alejandro Irigoyen, który miał już w swoim dorobku dwa medale olimpijskie jako trener. Rok przed igrzyskami Chilijki zajęły czwarte miejsce na mistrzostwach świata juniorów w greckich Salonikach w kategorii do lat 23. Trzy miesiące przed olimpijską rywalizacją zawodniczki uczestniczyły w wypadku drogowym pod Rio de Janeiro, w wyniki którego ucierpiał ich sprzęt. Na igrzyskach reprezentantki Chile zajęły jedenaste miejsce na dwadzieścia reprezentacji biorących udział w rywalizacji.
Nadja studiowała inżynierię lądową na Universidad Católica. Jest siostrą Kaia Horwitza i kuzynką Henrika von Appena. Obaj są narciarzami alpejskimi i reprezentowali Chile na igrzyskach olimpijskich.